# Le Mée-sur-Seine
Pour les articles homonymes, voir Mée (homonymie) et Le Mée (homonymie).
Le Mée-sur-Seine est une commune française située dans le département de Seine-et-Marne en région Île-de-France.

## Géographie

### Localisation
La ville est située sur la rive droite de la Seine à l'ouest et dans la continuité de la ville de Melun.

### Communes limitrophes
Les communes limitrophes sont  Boissettes, Boissise-la-Bertrand, Dammarie-lès-Lys, Melun et Vert-Saint-Denis.
| Vert-Saint-Denis     |                  |       |
| Boissise-la-Bertrand | Mée-sur-Seine    | Melun |
| Boissettes           | Dammarie-les-Lys |       |

### Géologie et relief
La commune est classée en zone de sismicité 1, correspondant à une sismicité très faible. L'altitude varie de 37 mètres à 80 mètres pour le point le plus haut , le centre du bourg se situant à environ 70 mètres d'altitude (mairie).
La ville est bâtie en partie sur les coteaux de la Seine, mais principalement sur le plateau calcaire de la Brie datant de l'ère Tertiaire.
Une station géothermique, située dans le quartier des Sorbiers et construite dans les années 1970, va chercher de l'eau chaude dans les couches profondes du sol pour chauffer une partie des logements et des équipements publics de la commune.

### Hydrographie
Le système hydrographique de la commune se compose de trois cours d'eau référencés :
- la Seine, fleuve long de 774,76 km[3], principal cours d'eau qui traverse la commune, ainsi que ;
  - un bras de la Seine, 1,57 km[4] ;
  - le fossé 01 de la Commune du Mée-sur-Seine, 2,80 km[5], affluent de la Seine.

La Lyve ou Lives traverse le quartier du vieux-Mée pour se jeter dans la Seine.
La longueur globale des cours d'eau sur la commune est de 4,31 km.
Le principal plan d'eau de la commune, le lac de Meckenheim, est situé dans le quartier des Courtilleraies.
La station d'eau qui alimente le Mée en eau potable est situé sur le rond-point surplombant la Pénétrante, dans le quartier de Plein-ciel. Le retraitement des eaux se fait au sud-ouest de la commune à la limite de la commune limitrophe de Boissettes.

### Climat
Pour des articles plus généraux, voir Climat de l'Île-de-France et Climat de Seine-et-Marne.
En 2010, le climat de la commune est de type climat océanique dégradé des plaines du Centre et du Nord, selon une étude du CNRS s'appuyant sur une série de données couvrant la période 1971-2000. En 2020, Météo-France publie une typologie des climats de la France métropolitaine dans laquelle la commune est exposée à un climat océanique altéré et est dans la région climatique Sud-ouest du bassin Parisien, caractérisée par une faible pluviométrie, notamment au printemps (120 à 150 mm) et un hiver froid (3,5 °C).
Pour la période 1971-2000, la température annuelle moyenne est de 11,2 °C, avec une amplitude thermique annuelle de 15,5 °C. Le cumul annuel moyen de précipitations est de 695 mm, avec 11,2 jours de précipitations en janvier et 7,7 jours en juillet. Pour la période 1991-2020, la température moyenne annuelle observée sur la station météorologique la plus proche, située sur la commune de Montereau-sur-le-Jard à 6 km à vol d'oiseau, est de 11,6 °C et le cumul annuel moyen de précipitations est de 657,9 mm,. Pour l'avenir, les paramètres climatiques de la commune estimés pour 2050 selon différents scénarios d'émission de gaz à effet de serre sont consultables sur un site dédié publié par Météo-France en novembre 2022.

### Milieux naturels et biodiversité
L’inventaire des zones naturelles d'intérêt écologique, faunistique et floristique (ZNIEFF) a pour objectif de réaliser une couverture des zones les plus intéressantes sur le plan écologique, essentiellement dans la perspective d’améliorer la connaissance du patrimoine naturel national et de fournir aux différents décideurs un outil d’aide à la prise en compte de l’environnement dans l’aménagement du territoire.
Le territoire communal du Mée-sur-Seine comprend une ZNIEFF de type 1,,,
les « Landes de Ste-Assise et bois de Boissise-la-Bertrand » (833,78 ha), couvrant 5 communes du département.
, et deux ZNIEFF de type 2, :
- le « Bois de Bréviande » (237,84 ha), couvrant 2 communes du département[15] ;
- les « Bois et landes entre Seine-Port et Melun » (1 343,88 ha), couvrant 6 communes du département[16].

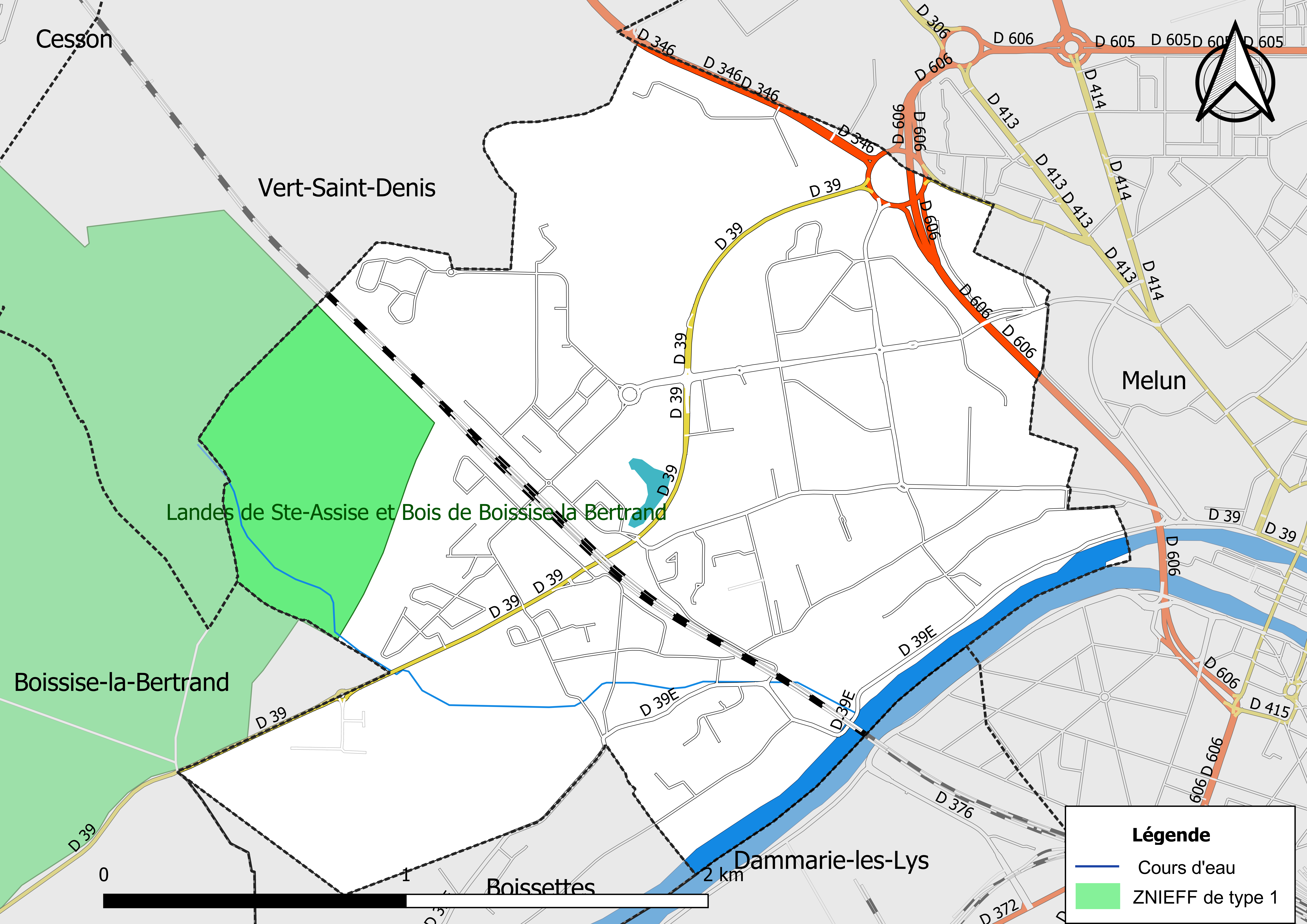
Carte des ZNIEFF de type 1 de la commune.
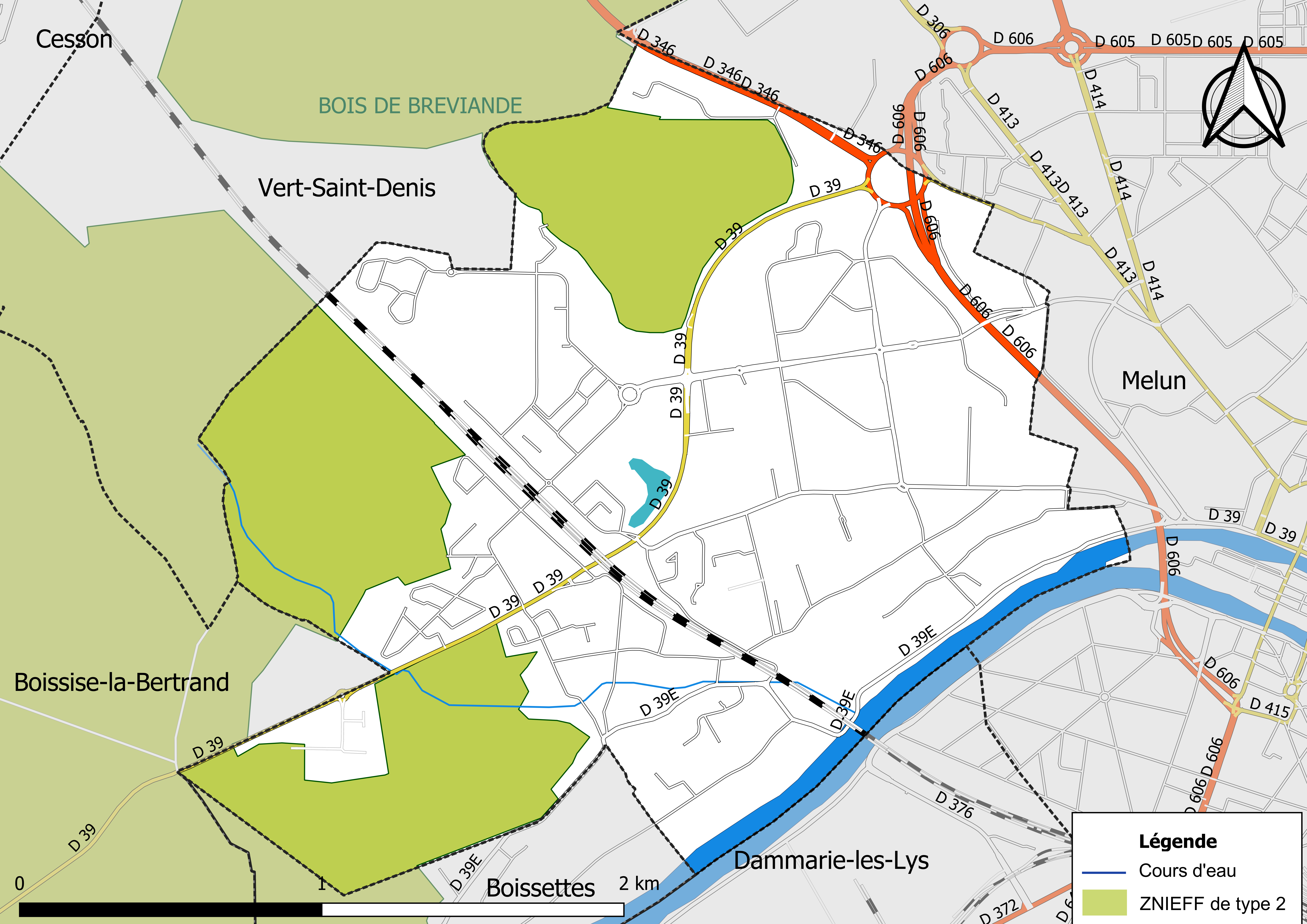
Carte des ZNIEFF de type 2 de la commune.

## Urbanisme

### Typologie
Au 1er janvier 2024, Le Mée-sur-Seine est catégorisée grand centre urbain, selon la nouvelle grille communale de densité à sept niveaux définie par l'Insee en 2022.
Elle appartient à l'unité urbaine de Paris, une agglomération inter-départementale regroupant 407  communes, dont elle est une commune de la banlieue,,. Par ailleurs la commune fait partie de l'aire d'attraction de Paris, dont elle est une commune d'un pôle secondaire,. Cette aire regroupe 1 929 communes,.

### Occupation des sols
En 2018, le territoire de la commune se répartit en 58,4 % de zones urbanisées, 29,7 % de forêts, 6,4 % d’espaces verts artificialisés non agricoles, 2,1 % d’eaux continentales, 1,9 % de milieux à végétation arbusive et/ou herbacée, 1,4 % de zones industrielles commercialisées et réseaux de communication et 0,5 % de terres arables,,.

### Morphologie urbaine
La commune compte 25 lieux-dits administratifs répertoriés consultables ici.
La commune est divisée en 4 quartiers (Le Mée Village, La Croix Blanche, Plein Ciel et Les Courtilleraies) et héberge 4 parcs (une partie du parc Debreuil, Pozoblanco, Meckenheim, Chapu. En 2015, Le Mée-sur-Seine compte 7 745 résidences principales, parmi lesquelles 3 793 (49,0 %) sont des logements sociaux.

### Quartiers

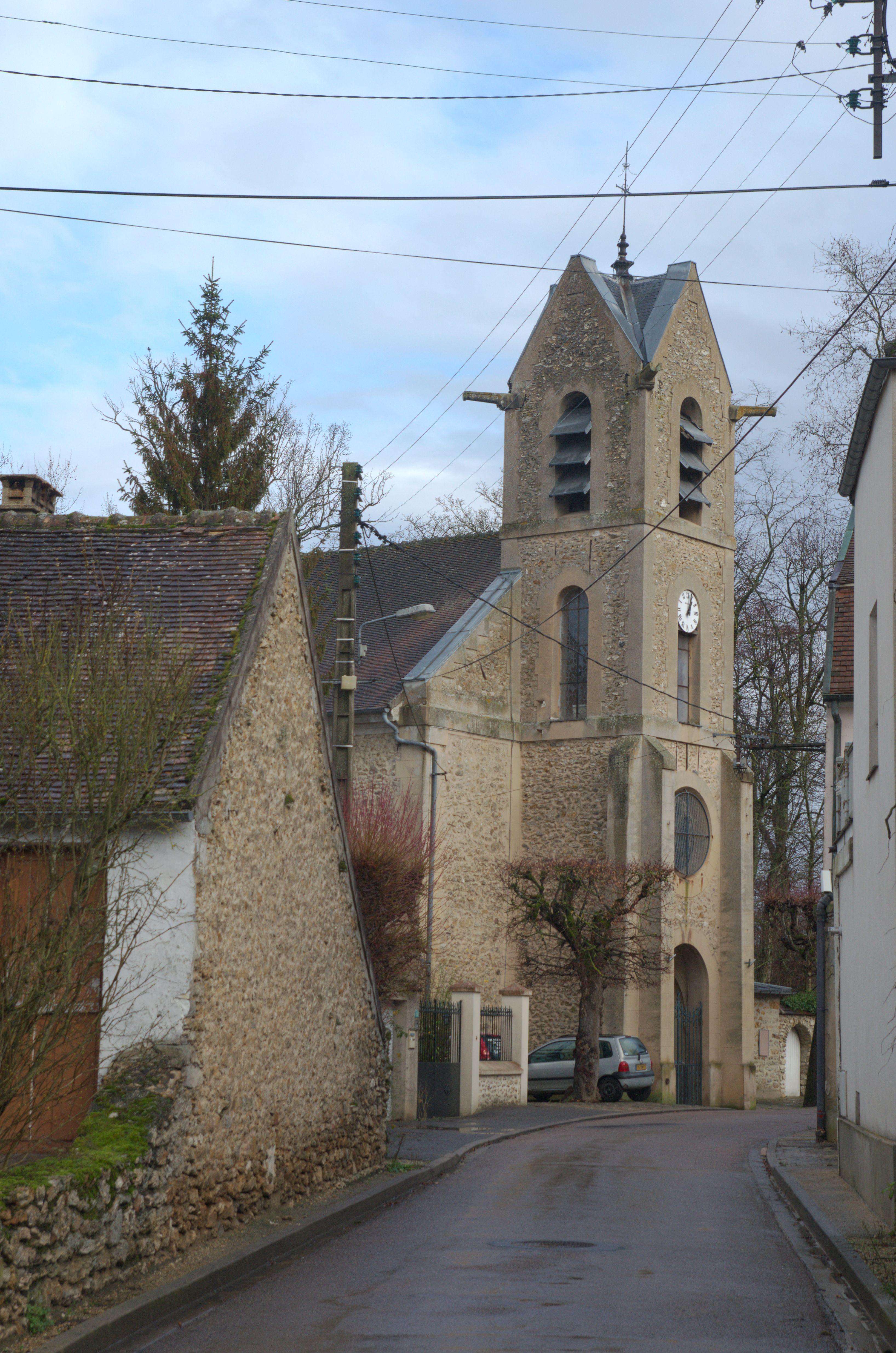
Rue de l'Église dans le quartier du Mée-Village.

- Le Mée Village : Le Mée Village est le quartier historique, aussi traditionnellement dénommé « le Vieux Mée » par ses habitants. On peut encore y voir l'église Notre-Dame-de-la-Nativité de style gothique, rue de l'Église, près du parc de la Lyve. On peut notamment y voir un retable sculpté par Henri Chapu, sculpteur de la commune.

La mairie actuelle est située dans ce quartier, au 555, route de Boissise. Le musée Henri-Chapu, situé rue Chapu est consacré à ce sculpteur ; il abrite des plâtres de plusieurs œuvres connues du sculpteur, et est un lieu régulier d'animations.
L'ancienne gare du Mée se trouvait dans ce quartier, au bas de la rue Chapu ; il s'agissait d'une simple halte mise en service le 28 mai 1955 et supprimée en 1979, au profit de la nouvelle gare, dans le quartier des Courtilleraies. On accédait au quai unique par une passerelle métallique.
Au même emplacement se trouvait précédemment une première passerelle, mise en place dans les années 1930 lors de la suppression du passage à niveau qui permettait de circuler dans le village, de la rue Chapu à la rue de Lyve, de part et d'autre des voies ferrées.

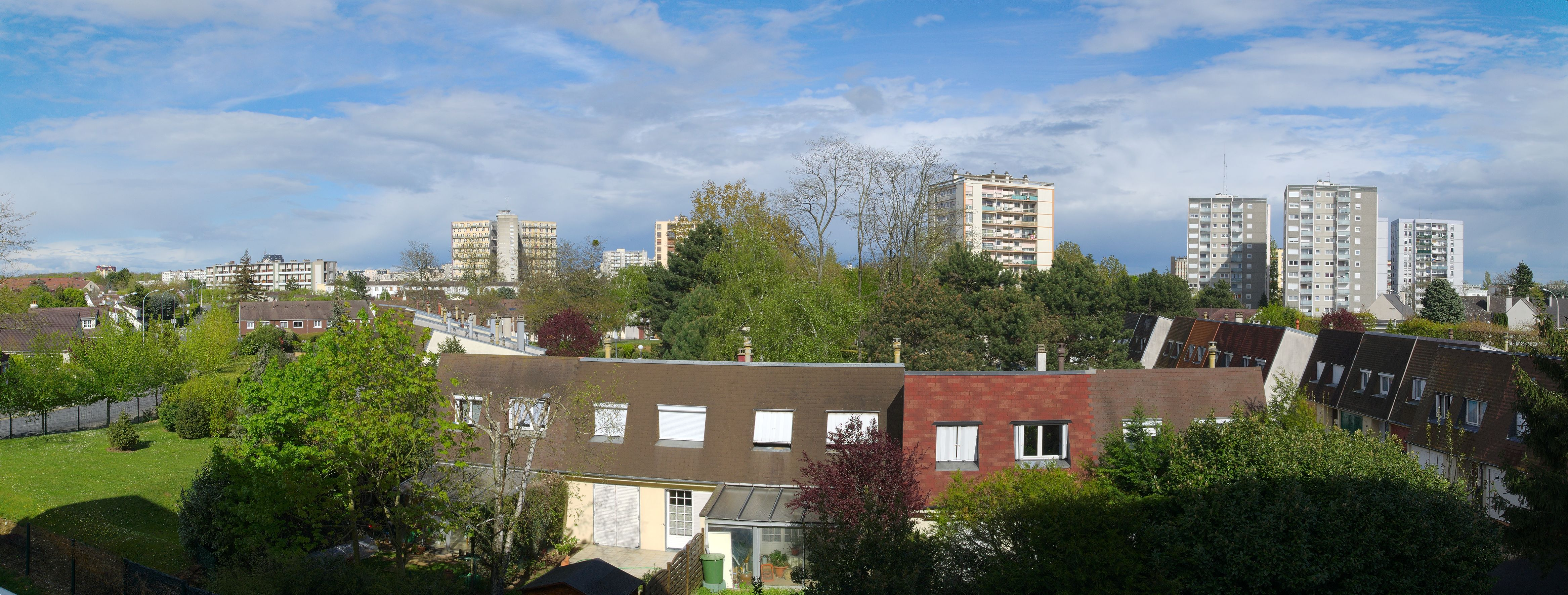
Quartier de la Croix Blanche, avec en premier plan, l'allée de la Bergerie.

- La Croix Blanche : Quartier plus récent que le vieux Mée, une église catholique plus moderne y fut construite, ainsi qu'un centre commercial, différents complexes sportifs, de nombreuses écoles, le conservatoire municipal de musique, un complexe culture, Le Mas, qui englobe une médiathèque et une salle de spectacle polyvalente.

À côté du Mas, une grande cheminée verte dépasse du centre géothermique qui permet de chauffer une bonne partie du quartier depuis le début des années 1980, ainsi que le quartier des Courtilleraies. En 2008, 55 % des habitations bénéficient de cette énergie.
De plus, en 2007, le collège Elsa-Triolet de ce quartier fut totalement reconstruit pour le rendre conforme aux normes actuelles.

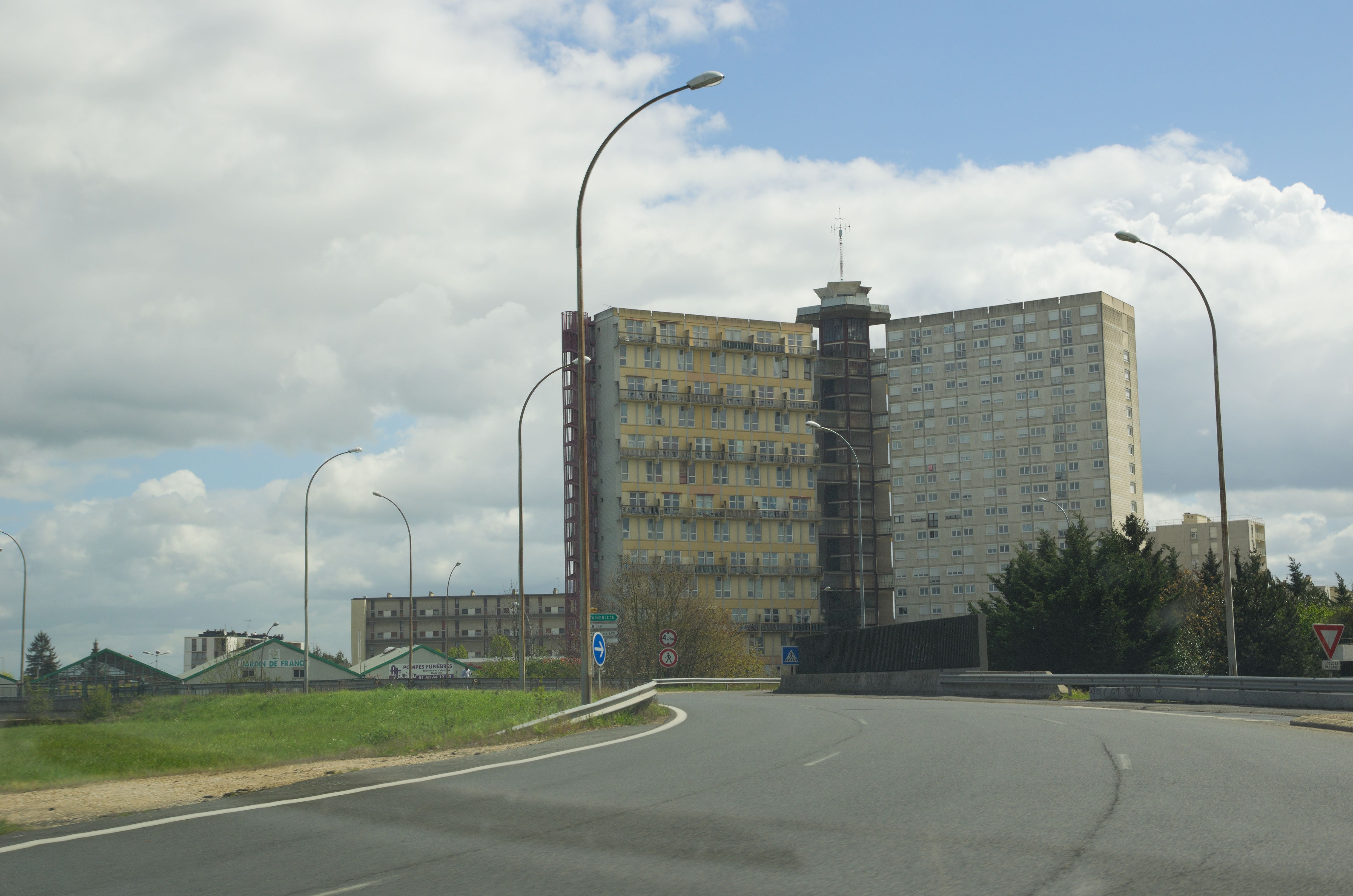
Quartier Plein Ciel avec sa Tour et son centre commercial.

- Plein Ciel : le quartier de Plein Ciel est situé entre Melun et « la pénétrante », périphérique de l'agglomération melunaise, et est symbolisé par sa tour d'habitation de 18 étages.

La construction de cette tour fut interrompue faute de budget dans les années 1960 et reprise bien plus tard afin de lui rendre l'équilibre visuel attendu désiré par l'architecte Edouard Albert de l'école de Le Corbusier, la dernière aile n'étant pas de cette école d'architecture.
Ce quartier est le plus petit des quartiers du Mée-sur-Seine. C'est néanmoins le plus dense[réf. nécessaire]. Il comprend tout de même un groupe scolaire (école maternelle et primaire), une maison médicale, une résidence pour seniors et un centre commercial aux pieds de la tour.

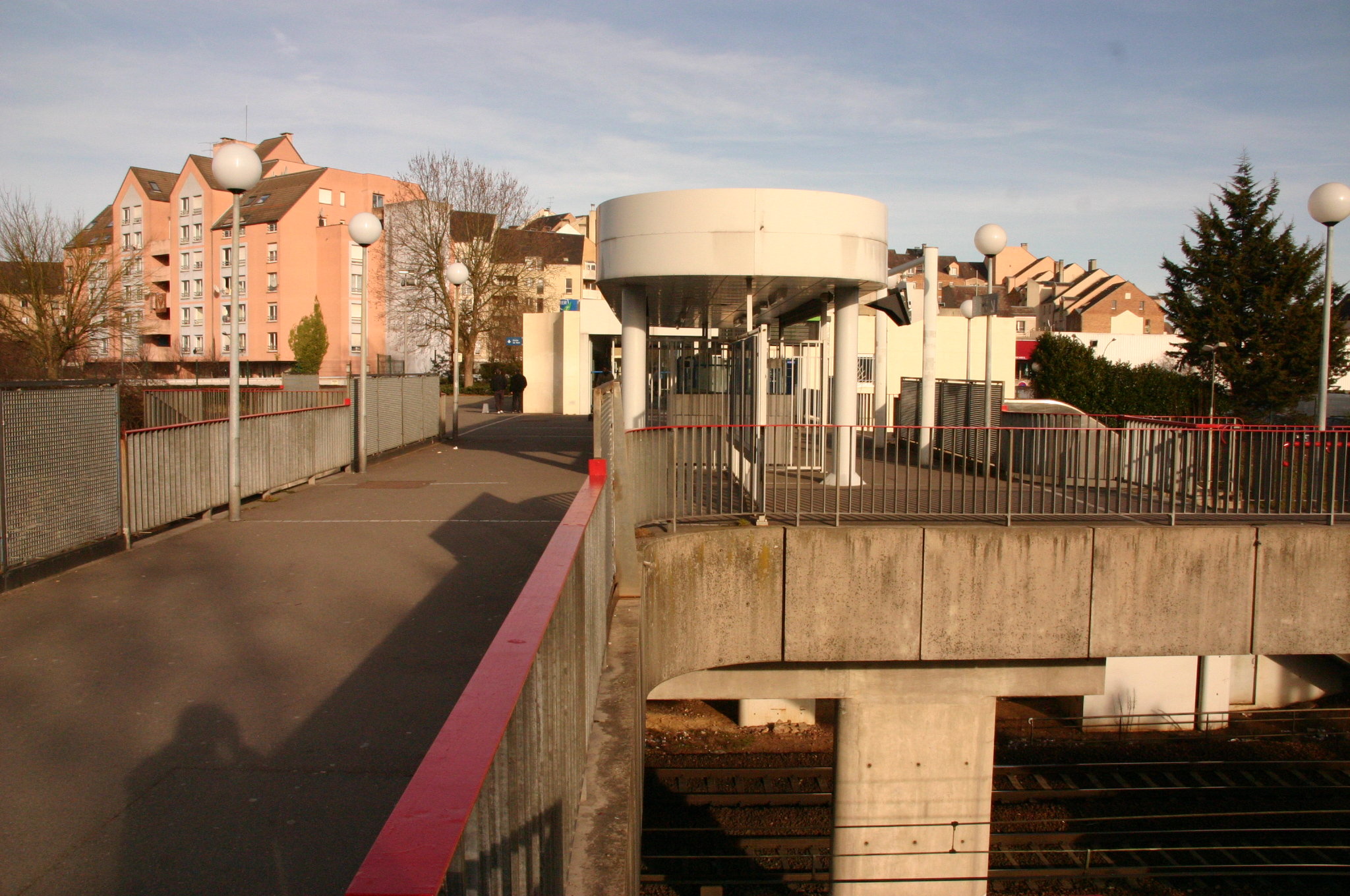
La gare du Mée, et derrière, le quartier des Courtilleraies.

- Les Courtilleraies : quartier le plus récent de la ville construit dans les années 1980 et 1990, il est aussi le plus peuplé. Classé prioritaire, il compte près de 7 300 habitants en 2020[27]. Ce quartier regroupe trois groupes scolaires, un collège, une Maison de la Petite Enfance, un centre social, une Maison des Associations, un parc urbain, une salle municipale, des aires de jeux pour enfants, la gare du Mée, un centre commercial, un bureau de Police nationale, et une Poste. Un complexe sportif avec des terrains synthétiques de football, une plaine de loisirs et un city-stade ouverts à tous, sont venus compléter les équipements du quartier.

Une partie de l'île sur laquelle la ville de Melun s'est développée appartient à la commune du Mée. À la suite d'une demande commune des conseils municipaux de Melun le 25 septembre 2008 et du Mée le 2 octobre 2008, une procédure est en cours pour rattacher la pointe ouest de l'île Saint-Étienne à Melun.

### Habitat et logement
En 2020, le nombre total de logements dans la commune était de 8 801, alors qu'il était de 8 124 en 2015 et de 8 240 en 2010.
Parmi ces logements, 89,2 % étaient des résidences principales, 3,5 % des résidences secondaires et 7,3 % des logements vacants. Ces logements étaient pour 27,7 % d'entre eux des maisons individuelles et pour 71,8 % des appartements.
Le tableau ci-dessous présente la typologie des logements au Le Mée-sur-Seine en 2020 en comparaison avec celle de Seine-et-Marne et de la France entière. Une caractéristique marquante du parc de logements est ainsi une proportion de résidences secondaires et logements occasionnels (3,5 %) supérieure à celle du département (3 %) mais inférieure à celle de la France entière (9,7 %). Concernant le statut d'occupation de ces logements, 45,3 % des habitants de la commune sont propriétaires de leur logement (38,9 % en 2015), contre 61,8 % pour la Seine-et-Marne et 57,5 pour la France entière.
| Typologie                                               | Le Mée-sur-Seine | Seine-et-Marne | France entière |
| ------------------------------------------------------- | ---------------- | -------------- | -------------- |
| Résidences principales (en %)                           | 89,2             | 90,2           | 82,1           |
| Résidences secondaires et logements occasionnels (en %) | 3,5              | 3              | 9,7            |
| Logements vacants (en %)                                | 7,3              | 6,8            | 8,2            |

La commune respecte largement ses obligations issues de l'article 55 de la loi SRU d'avoirs plus de 25 % de logements sociaux, par rapport à son parc de résidences principales, faisant d'elle la seconde ville en termes de ratio de logements sociuaux de Seine-et-Marne

### Voies de communication et transports
- Accès par la route : 
 La RD 39 permet de rejoindre la commune par l'ouest depuis Boissise-la-Bertrand. L'accès depuis le nord se fait par la route RD 346 (depuis Vert-Saint-Denis) ou la D 306 via le rond-point de l'Europe. À l'est, la ville a plusieurs rues qui communiquent directement avec Melun.
- Accès par le train : 
 Le RER D circule en gare du Mée et permet de relier Paris en 50 minutes, voire en 35 minutes avec le semi-direct (trajet aller vers Paris uniquement, omnibus jusqu'à Lieusaint, puis direct jusqu'à Paris Gare de Lyon, circule en début de journée).
- Bus : 
La commune est reliée au réseau de transport par les lignes 3605, 3606, 3609 et 3634 du réseau de bus du Grand Melun. Elle a aussi mis en service une navette gratuite qui dessert les différents quartiers de la ville le vendredi. La commune est également desservie par la ligne d'autocars du réseau de bus du Pays Briard No 30A (Tournan-en-Brie – Melun).

## Toponymie
Le lieu était désigné Mas en 1225, Le Meez en 1383, puis Le Mez en 1496, Le Mée Les Melun en 1789
Le Mée, synonyme de mas, du Latin manere (demeurer), même racine que maison ; « exploitation rurale plutôt isolée » ou de l'oïl mée « mesure de terre qui, pour l'ensemencement, exigeait un muid de grains ».
Le Mée devient Le Mée-sur-Seine sur demande du conseil municipal en 1939.

## Histoire

### Antiquité
Les Sénons occupent probablement le site.

### Moyen Âge
- 1085 : seigneurie du chevalier Pierre de Lives (la Lives est le nom du cours d'eau qui traverse la ville) sur le site du Mée.
- 1225 : Le Mée-sur-Seine est mentionné pour la première fois sous le terme « Mas », dont l'origine est attribuée soit au latin médiéval "mansus", d'où l'ancien français "manse" (exploitation agricole comprenant une habitation rurale), du latin manere (demeurer), soit au nom du seigneur du lieu à l'époque : Thibaud de Mas.

Le site ne contenait alors qu'une ferme, un mas. Celle-ci fut fermée dans les années 1970 mais on peut encore en voir les piliers à l'entrée nord-est de la ville, dans un petit parc. L'Allée de la Bergerie est la trace d'un endroit où venaient alors paître les moutons.
- XVe siècle : Arthur de Vaudetar (?-1504]), seigneur de Pouilly-le-Fort prend possession de la seigneurie du Mée - place forte de Marché-Marais.

### Temps modernes
- 1676 : la seigneurie revient à la famille Fraguier qui vécut au Mée jusqu'au XXe siècle.
- XVIIe siècle : production de chaux jusqu'en 1850.
- 1771 : première église.
- 1782 : première école.
- 1789 : le plan d'intendance, ancêtre du cadastre, réalisé quelques années avant la Révolution présente la commune sous le nom de "Le Mée-Les Melun"[30]

### Époque contemporaine
- 1889 : construction de l'Église Notre-Dame-de-la-Nativité.
- 1845 : arrivée du chemin de fer.
- 1938 : "Le Mée" devient "Le Mée-sur-Seine" sur demande du conseil municipal.
- 1944 : libération de la ville par les troupes alliées qui franchissent la Seine sur un pont de radeaux et remontent par l'actuelle avenue de la Libération.
- 1966-1973 : aménagement des quartiers Croix Blanche et Plein Ciel.
- 1970-1971 : construction de la voie rapide vers Melun (« la pénétrante »).
- 1979 : ouverture de la nouvelle gare du Mée et début de la construction du quartier des Courtilleraies.
- 1992 : construction du Mas. Passage de la flamme Olympique à l'occasion des Jeux d'hiver d'Albertville.

La ville a connu une croissance spectaculaire depuis la fin de la Seconde Guerre mondiale, et est aujourd'hui divisée en quatre quartiers, Le Mée Village, Plein Ciel, Croix Blanche et Courtilleraies.

## Politique et administration

### Rattachements administratifs et électoraux
La commune se trouve dans l'arrondissement de Melun du département de Seine-et-Marne. Pour l'élection des députés, elle fait partie depuis 2012 de la onzième circonscription de Seine-et-Marne.
Elle faisait partie de 1801 à 1975 du canton de Melun-Nord, année où elle intègre le nouveau canton de Savigny-le-Temple. Celui-ci est scindé en 1991 et la commune devient alors le chef-lieu du canton du Mée-sur-Seine. Dans le cadre du redécoupage cantonal de 2014 en France, la ville réintègre le canton de Savigny-le-Temple, dans une composition différente de sa création en 1991.

### Intercommunalité
La commune est membre de la communauté d'agglomération Melun-Val de Seine, un établissement public de coopération intercommunale (EPCI) à fiscalité propre créé fin 2001.

### Tendances politiques et résultats
Lors du premier tour des élections municipales de 2014 en Seine-et-Marne, la liste DVD menée par le maire sortant Franck Vernin obtient la majorité absolue des suffrages exprimés, avec 3 344 voix (56,82 %, 29 conseillers municipaux élus dont 9 communautaires), devançant très largement celles menées respectivement par : 

- Jean-Pierre Guerin 	(PS-PCF-EELV, 1 693 voix, 28,76 %, 5 conseillers municipaux élus dont 2 communautaires) ; 

- Nurcan Yazici (DVG, 547 voix, 9,29 %, 1 conseiller municipal élu) ; 	

- Jean-Pierre Poupard (FG, 301 voix, 5,11 %, pas d'élus).

Lors de ce scrutin, 44,14 % des électeurs se sont abstenus.
Lors des élections municipales de 2020 en Seine-et-Marne, la liste menée par le maire sortant Franck Vernin (UDI) remporte l'élection dès le premier tour avec 60,21 % des suffrages exprimés, devançant la liste de Nathalie Dauvergne-jovin (DVG) qui a obtenu 39,78 %, lors d'un scrutin marqué par 62,46 % d'abstention.

### Distinctions et labels
Sa gestion raisonnée des espaces naturels et la qualité de son fleurissement lui ont valu d'obtenir 4 fleurs au Concours des villes et villages fleuris de France sans interruption depuis 1998[réf. nécessaire].

### Jumelages
| Ville | Ville      | Pays | Pays      | Période     |
| ----- | ---------- | ---- | --------- | ----------- |
|       | Meckenheim |      | Allemagne | depuis 1991 |
|       | Pozoblanco |      | Espagne   |             |

## Équipements et services publics
La ville dispose enfin d'un marché ouvert le samedi après-midi dans l'allée de la Gare.

### Enseignement
La commune dispose de dix écoles maternelles, six écoles élémentaires, deux collèges (La Fontaine, Elsa-Triolet) et un lycée (George-Sand).

### Équipements culturels

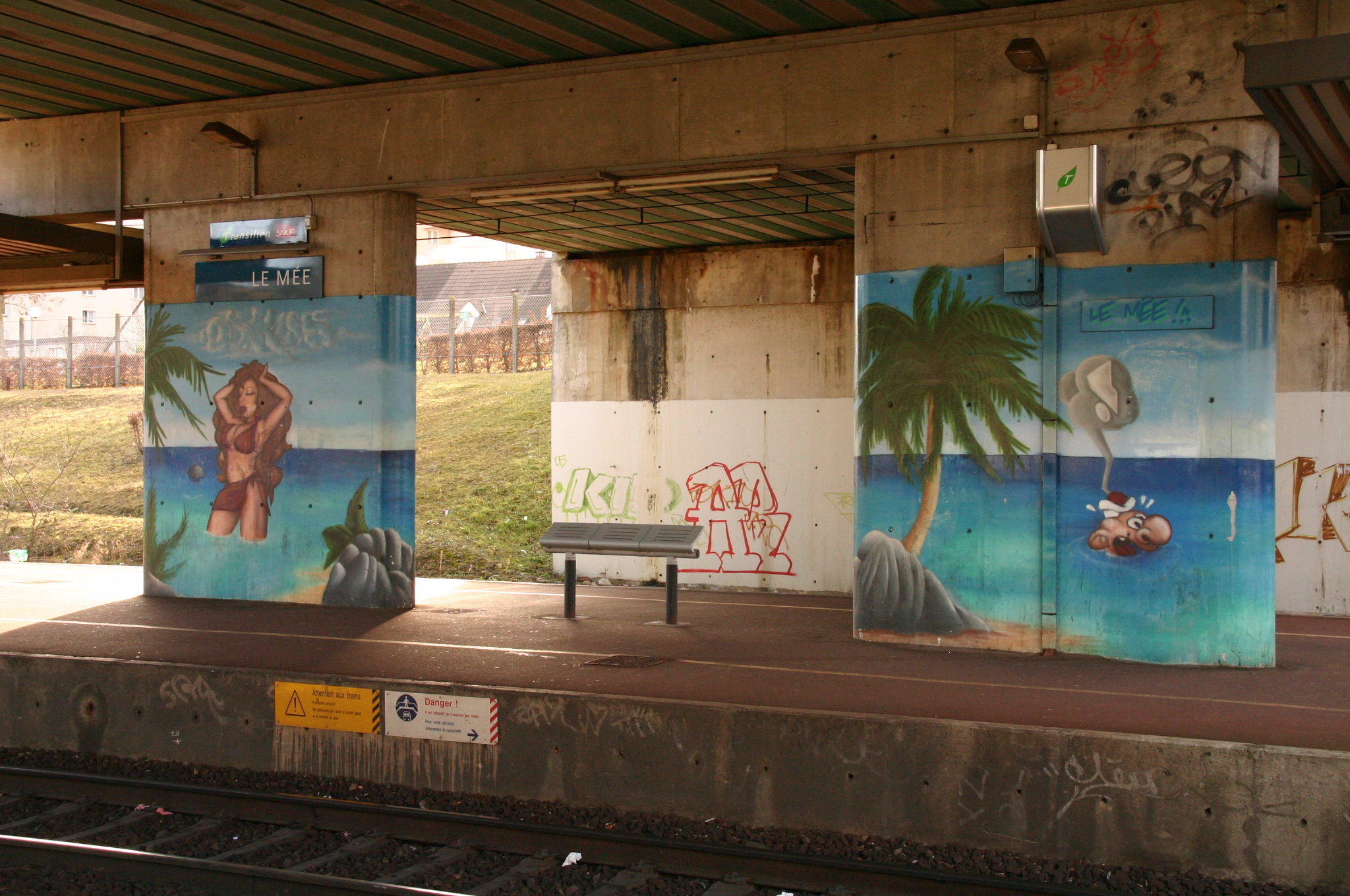
Frises peintes sur les pylônes d'un des ponts de la gare du Mée

- Le Mas : Médiathèque et salle de spectacle;
- Espace Cordier : Maison de la Jeunesse et de la Culture :
- Centre musical Henri-Charny et Espace des Régals : École municipale de musique et de danse :
- Maison des Associations Jacques-Louis-Lantien, avenue du Vercors ;
- Aux « Abeilles » (école primaire et maternelle) : Théâtre-École du Damier, Théâtre Pourpre. C'était le lieu de l'école municipale de musique jusqu’à l'ouverture du centre Henri-Charny dans les années 1970 ;
- Musée Henri-Chapu : Exposition permanente de sculptures d'Henri Chapu et différentes expositions temporaires.

## Population et société

### Démographie
L'évolution du nombre d'habitants est connue à travers les recensements de la population effectués dans la commune depuis 1793. Pour les communes de plus de 10 000 habitants les recensements ont lieu chaque année à la suite d'une enquête par sondage auprès d'un échantillon d'adresses représentant 8 % de leurs logements, contrairement aux autres communes qui ont un recensement réel tous les cinq ans,.

En 2022, la commune comptait 19 527 habitants, en évolution de −5,89 % par rapport à 2016 (Seine-et-Marne : +3,92 %, France hors Mayotte : +2,11 %).
| 1793 | 1800 | 1806 | 1821 | 1831 | 1836 | 1841 | 1846 | 1851 |
| ---- | ---- | ---- | ---- | ---- | ---- | ---- | ---- | ---- |
| 238  | 301  | 281  | 332  | 401  | 475  | 483  | 590  | 617  |

| 1856 | 1861 | 1866 | 1872 | 1876 | 1881 | 1886 | 1891 | 1896 |
| ---- | ---- | ---- | ---- | ---- | ---- | ---- | ---- | ---- |
| 577  | 650  | 656  | 674  | 634  | 720  | 813  | 792  | 701  |

| 1901 | 1906 | 1911 | 1921 | 1926 | 1931 | 1936 | 1946  | 1954  |
| ---- | ---- | ---- | ---- | ---- | ---- | ---- | ----- | ----- |
| 650  | 653  | 624  | 678  | 754  | 839  | 875  | 1 040 | 1 220 |

| 1962  | 1968  | 1975   | 1982   | 1990   | 1999   | 2006   | 2011   | 2016   |
| ----- | ----- | ------ | ------ | ------ | ------ | ------ | ------ | ------ |
| 1 391 | 4 426 | 10 056 | 13 917 | 20 933 | 21 217 | 20 580 | 20 693 | 20 749 |

| 2021   | 2022   | - | - | - | - | - | - | - |
| ------ | ------ | - | - | - | - | - | - | - |
| 20 207 | 19 527 | - | - | - | - | - | - | - |

### Manifestations culturelles et festivités
- Salon de Lives, du nom d'un petit cours d'eau qui passe entre le cimetière et la mairie et se jette dans la Seine, est un salon de peintures et de sculptures biennal. Il a lieu à la Maison des associations du quartier des Courtilleraies[49][source insuffisante].
- La ville organise de nombreuses autres manifestations : Le Mée en Fête en septembre, déjeuner des anciens en octobre, Salon de la gastronomie en novembre, colis de Noël pour les anciens en décembre, défilé déguisé des enfants en juin, Le Mée Plage en été[50][source insuffisante].

### Sports et loisirs
La ville compte de nombreuses associations sportives où il est possible de pratiquer le sport comme activité de loisirs ou de compétition. En matière de résultats, elle compte chaque année des champions de niveau national et international dont en 2013 un champion d'Europe en Muay-Thai : Bobo Sacko[réf. nécessaire].
Ses équipements sportifs sont nombreux et répartis dans les différents quartiers. On trouve ainsi[Quand ?] à Croix-Blanche une piscine, un stade, des courts de tennis, deux gymnases, un city-stade... Le quartier des Courtilleraies est également bien doté avec un complexe de football équipé de terrains synthétiques, un Dojo, un boulodrome, deux city-stades, des courts de tennis, un gymnase, et une plaine de loisirs ouverte à tous.
À noter que la ville a lancé en 2012 une nouvelle activité à l'attention des seniors : les 3 S (Sport, Santé, Seniors) dont l'objectif est de favoriser l'éveil musculaire et d'entretenir sa forme[réf. nécessaire].

## Économie

### Revenus de la population et fiscalité
En 2017, le nombre de ménages fiscaux de la commune était de 7 542 (dont 47 % imposés), représentant 19 964 personnes et la médiane du revenu disponible par unité de consommation de 17 860 euros.

### Emploi
En 2017 , le nombre total d’emplois dans la zone était de 2 864, occupant 7 674 actifs résidants.
Le taux d'activité de la population (actifs ayant un emploi) âgée de 15 à 64 ans s'élevait à 59 % contre un taux de chômage de 13,5 %.
Les 27,5 % d’inactifs se répartissent de la façon suivante : 12,3 % d’étudiants et stagiaires non rémunérés, 4,7 % de retraités ou préretraités et 10,4 % pour les autres inactifs.

### Entreprises et commerces
En 2015, le nombre d'établissements actifs était de 914 dont 4 dans l'agriculture-sylviculture-pêche, 33 dans l’industrie, 116 dans la construction, 638 dans le commerce-transports-services divers et 123 étaient relatifs au secteur administratif.
Ces établissements ont pourvu 2 271 postes salariés.
C'est à Le Mée-sur-Seine que se trouve la chambre d'agriculture de Seine-et-Marne.

## Culture locale et patrimoine

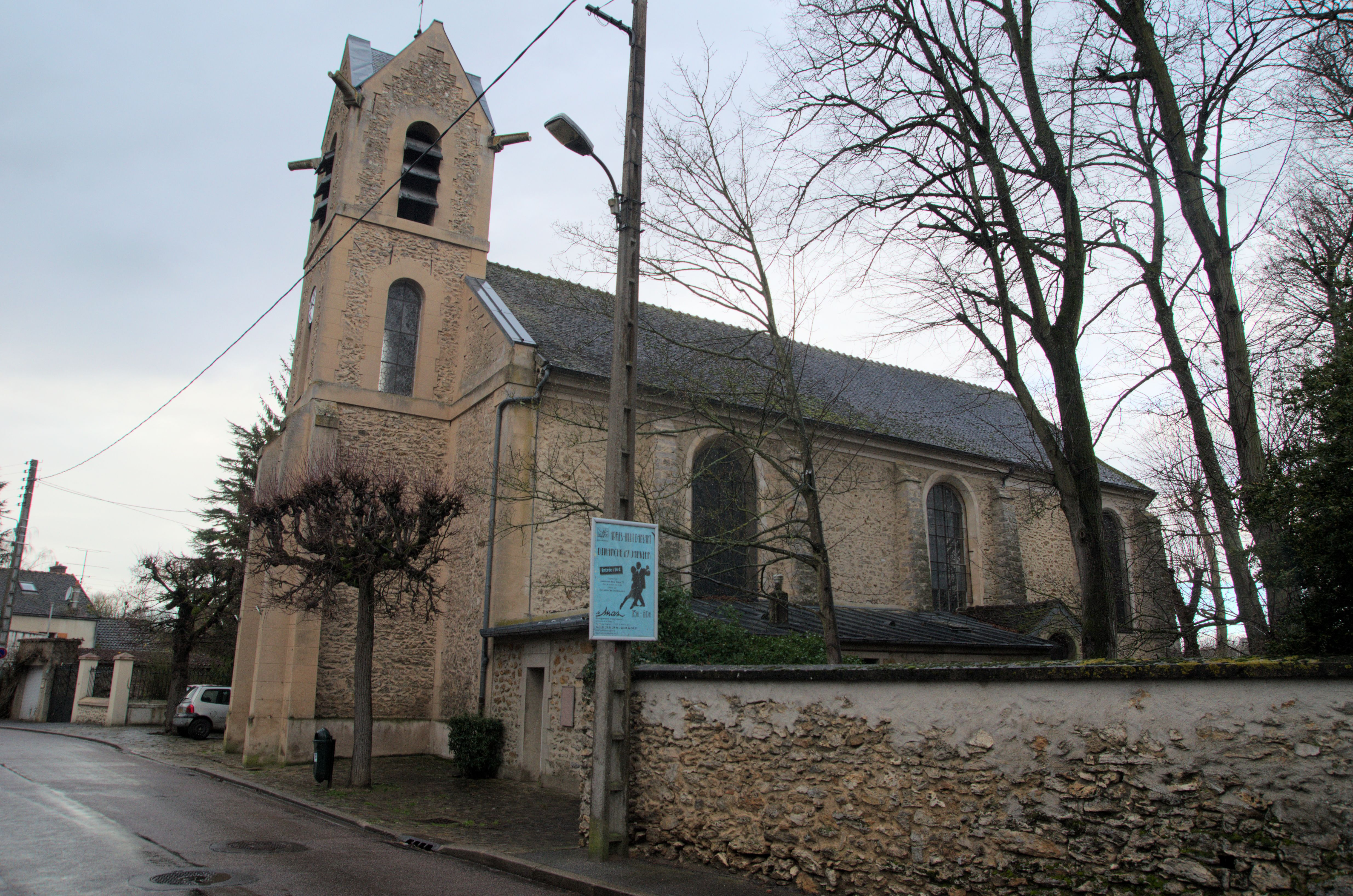
l'Église Notre-Dame-de-la-Nativité.

### Lieux et monuments
- Le Musée Chapu, rue Chapu.
- L'église Notre-Dame-de-la-Nativité (quartier du Village), construite à partir de 1889 et consacrée par l'évêque de Meaux en 1893. 
Elle se trouve à l'emplacement de la précédente église, construite en 1771[54].

Le retable du maître-autel porte un bas-relief en marbre blanc représentant le « Christ au tombeau visité par les Anges », copie du sculpteur Henri-Auguste Patey d'après un plâtre de son maître, Henri Chapu, originaire de la commune.
- La chapelle Sainte-Croix (quartier de la Croix-Blanche).

### Personnalités liées à la commune
- Pendant la période de la Terreur, le mathématicien, astronome et physicien français Pierre-Simon de Laplace (1749-1829), qui avait quitté Melun pour Le Mée est arrêté par les gardes nationaux de Boissise-la-Bertrand mais relâché aussitôt.
- Jacques Philippe Avice (1759-1835), général, François-Joseph Talma (1763-1826), comédien, Mademoiselle Mars (1779-1847), comédienne, Charles-Tristan de Montholon (1782-1853), général et homme politique, étaient copropriétaire d'une fabrique de tuiles, briques et carreaux au hameau méen des Fourneaux, dans les années 1820[56].
- Grigore V Ghica (1807-1857), prince souverain de Moldavie (en 1849-1853 et 1854-1856) a été en exil au Mée où il se suicide. Son épouse ainsi que cinq autres membres de la famille sont inhumés à ses côtés dans un monument funéraire du cimetière communal du Mée. Près de ce monument se trouve la sépulture de quatre autres membres de la famille Ghyka, dont Nicolas Jean Ghika (1849-1873), tué lors d'un duel dans la forêt de Fontainebleau ; le rocher sur lequel il est décédé a été déplacé sur sa tombe. Une troisième tombe contient les corps de membres de la branche valache de la famille[57].

- Henri Chapu (1833-1891), sculpteur, est né au Mée dans une des propriétés de la famille Fraguier où ses parents étaient respectivement cocher et servante. Il est inhumé dans le cimetière communal ; le monument qui orne sa sépulture représente L'Immortalité, une de ses œuvres copiée pour l'occasion par son élève, Henri-Auguste Patey[58]. Le Musée Chapu lui est consacré dans le Mée Village.
- François-Marie Firmin-Girard (1838-1921), peintre, a réalisé au Mée son tableau La Part du Pauvre (1887) : il représente une femme et une petite fille offrant de la nourriture à un vagabond, assis sur la berge de la Seine, dans le quartier des Fourneaux. Au second plan figure la ville voisine de Melun : on reconnaît la pointe occidentale de l'île Saint-Étienne de Melun, alors équipée d'un double barrage et d'une écluse. Les parents du peintre, qui résidèrent au Mée à partir des environs de 1880 avec leur autre fils Victor, sont inhumés au cimetière communal, à côté de la tombe d'Henri Chapu[59].
- Henri-Auguste Patey (1855-1930), sculpteur-graveur, élève d'Henri Chapu, a laissé deux œuvres dans la commune : L'Immortalité, figure allégorique ornant la sépulture de son maître au cimetière ; Le Christ visité par les Anges, un bas-relief, également copié de son maître et réalisé pour le maître autel de l'église Notre-Dame[60].
- Gaston Carraud (1864-1920), compositeur de musique, élève de Jules Massenet, Premier Grand prix de Rome en 1890, est né au Mée le 20 juillet 1864.
- Eugène Rouart (1872-1936) homme politique français, est né au Mée le 22 août 1872.
- Renée Saint-Cyr (1904-2004), actrice, a habité une grande demeure du XVIIIe siècle établie sur la commune, au Mée Village[61].
- Karl Lagerfeld (1933-2019), couturier, a possédé sur la commune la résidence précédemment occupée par Renée Saint-Cyr[62].
- Caroline de Monaco (1957-) et Ernest-Auguste de Hanovre (1954-) ont vécu durant plusieurs années dans la résidence précédemment occupée par Karl Lagerfeld.
- Willy Denzey, chanteur, (1982-) a vécu son enfance et son adolescence au Mée.
- Clément Chantôme (1987-) a joué dans le club Le Mée Sports Football.
- Aloïse Sauvage, chanteuse, actrice et circassienne (1992-), qui a passé sa jeunesse dans sa commune..

### Héraldique
| Blason de Le Mée-sur-Seine | Blason  | D’azur à la divise d’argent accompagnée de trois grappes de raisin d’or, mantelé d’azur à la croix estrée d’argent cantonnée de deux quintefeuilles du même. |
| Blason de Le Mée-sur-Seine | Détails | Le statut officiel du blason reste à déterminer. |

## Pour approfondir